# Aeroportul Lago Agrio
Aeroportul Lago Agrio (IATA: LGQ, ICAO: SENL) este un aeroport din Sucumbíos Province⁠(d), Ecuador ce deservește zona Nueva Loja. Aeroportul a fost tranzitat în 2018 de 23.157 de pasageri.
Situat la o altitudine de 294 m, aeroportul dispune de o singură pistă.